# AV-TEST
AV-TEST는 여러 가지 안티바이러스 제품군을 테스트하고 순위를 매기는 사이트이다.
개인용 백신, 기업용 백신중 무엇이 좋고 편한지 알려주며, 홈 백신 기준(2020 2월 테스트) 기준으로, 안랩, Avast, AVG 안티바이러스, Avira, 비트디펜더, Bullguard, F-시큐어, G-Data, 카스퍼스키 안티바이러스, 맬웨어바이트, 맥아피, 윈도우 디펜더, eScan, 노턴 안티바이러스, PC Matic, Total AV, Quick Heal, 트렌드 마이크로, VIPRE 등의 백신들이 참가했다.